# Oscilación ártica

Oscilación ártica. Posición media de los sistemas meteorológicos durante las oscilaciones árticas positivas y negativas. Arriba, en la fase negativa, el anticiclón domina el polo norte y el frente polar forma ondas muy acusadas; abajo, en la fase positiva, lo hacen las depresiones.

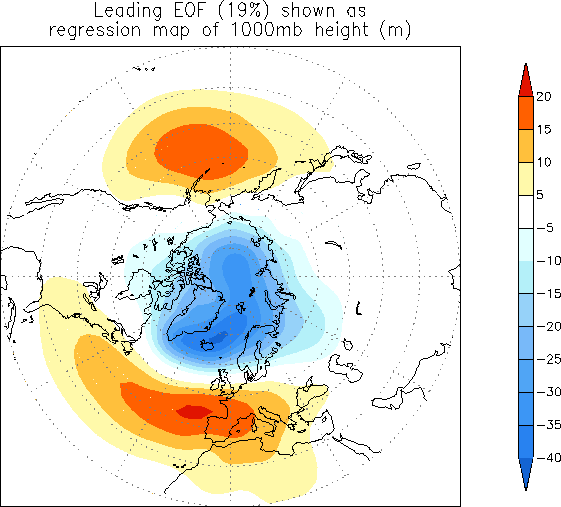
Patrón medio de la oscilación ártica con las oscilaciones de la presión a una altura de 1000 mb entre los años 1979 y 2000.

La oscilación ártica (acrónimo en inglés AO) es el patrón dominante de las variaciones no estacionales de presión atmosférica (SLP) al norte de los 20º N, y se caracteriza por anomalías en la presión de magnitudes positivas o negativas en el Ártico, y anomalías de magnitudes opuestas localizadas cerca de los 37°-45° N. La oscilación del Atlántico Norte (NAO) tiene una relación estrecha con la AO y hay argumentos acerca de si es uno o el otro el que representa mejor la dinámica de la atmósfera.

## Descripción
Las variaciones de presión atmosférica al nivel del mar entre los 20.o de latitud y el polo, de un año a otro están relacionadas con la intensidad y la posición de las depresiones y anticiclones entre el Ártico y las latitudes de 37.o a 45.o N, así como la del frente polar. Puede llegar a cubrir todo el hemisferio norte, mientras que otras, como la oscilación del Atlántico Norte cubren cuencas oceánicas particulares.
Cuando la oscilación ártica se encuentra en fase positiva, existe una gran diferencia de presión entre los 20.o N y el polo, una depresión predomina en el Ártico y un anticiclón en las latitudes templadas del planeta. Cuando la OA es negativa, las posiciones se invierten. Hacen falta de unos días a varios meses para que las posiciones se inviertan, por eso se denomina oscilación. Este esquema de la situación en superficie está íntimamente ligado a la situación en la alta troposfera y en la estratosfera. la estratosfera tiende a enfriarse durante la fase positiva y a calentarse durante la fase negativa. La consecuencia es que el frente polar se refuerza en fase positiva.
La OA aparece como un patrón anular de anomalías de la presión centradas en los polos. La presencia de los continentes y grandes masas de tierra interrumpe la estructura de anillo en el polo norte, mientras que las anomalías que rodean el polo sur le dan una forma casi circular.
Los climatólogos piensan que la oscilación ártica está relacionada con los patrones climáticos globales y por lo tanto es predecible.

## Impactos

Periodicidad de la oscilación ártica entre los año 1899 y 2013

El National Snow and Ice Data Center, centro de referencia en EE. UU. sobre la investigación polar y la criósfera describe los efectos de la OA con detalle. En la fase positiva, las altas presiones en las latitudes medias relegan las tormentas a regiones muy al norte y cambian la circulación atmosférica, llevando aire húmedo a Alaska, Escandinavia y Escocia, mientras que las condiciones son secas en el oeste de Estados Unidos y el Mediterráneo. En la fase positiva, el aire extremadamente frío no alcanza el centro de Norteamérica, como lo hace durante la fase negativa. El aire se mantiene más cálido de lo normal al este de las Montañas Rocosas, mientras que en Groenlandia y Terranova y Labrador es más frío de lo normal. En la fase negativa, sucede lo contrario.